# دیوان دادگستری اروپا
دیوان دادگستری اروپا که میان اعضای اتحادیه اروپا با نام دیوان دادگستری هم شناخته می‌شود، عالی‌ترین دیوانِ رسیدگی به مسائل مربوط به قوانین اتحادیه است. این دیوان که جزئی از دیوان دادگستری اتحادیه اروپا است موظف به تفسیر قانون اتحادیه اروپا و اطمینان از اجرای یکسان آن در تمام کشورهای عضو است. این دیوان در ۱۹۵۲ در لوکزامبورگ تشکیل شد. هر عضو اتحادیه یک قاضی در این دیوان دارد. هم‌اکنون تعداد آن‌ها ۲۸ نفر است. با این حال معمولاً پرونده‌های وارده توسط هیئت‌های سه، پنج یا ۱۵ نفره استماع می‌شوند. کون لنارتس از ۲۰۱۵ تا کنون رئیس این دیوان بوده‌است.